# Sui memores alios fecere merendo
Sui memores alios fecere merendo (latin: "Åt dem som stadfäst sitt minne hos andra genom att göra goda gärningar") är en svensk medalj instiftades av kung Gustav IV Adolf år 1805 som belöning för berömliga gärningar, huvudsakligen att ha räddat människoliv. I och med att medaljen För berömliga gärningar instiftades 1832 för svenska medborgare kom Sui memores att endast tilldelas utlänningar. Den senaste utdelningen skedde av Kungl. Maj:t på 1970-talet. Medaljen tillhör officiellt de medaljer som kallas Regeringens belöningsmedaljer.

## Storlekar och valörer
Medaljen delades ut i sju varianter:
- i guld av 18:e storleken med kedja[2]
- i silver av 18:e storleken med kedja[3]
- i silver av 12:e storleken med kedja[4]
- i guld av 8:e storleken i högblått band med gula kanter[5]
- i silver av 8:e storleken i högblått band med gula kanter[6]
- i guld av 7 1/2:e storleken i högblått band med gula kanter[7]
- i guld av 5:e storleken i högblått band med gula kanter[8]

## Mottagare med motivering
- Beckman, född 17?? , död 18?? (levde 1806). Antogs vid Armens Flotta 1???; var korpral och kommenderad till Tyskland 1806. Sivermedalj i blått band. 3 februari 1806 för det han räddat 5 kamrater från drunkning. [9]
- Johan Emanuel Wissberg, född i Karlskrona 1788 (fadern brobyggare)- Antogs 1796 som skeppsgosse nr 166 vid Örlogsflottan; hade 1804 gjort 6 sjötåg; kofferdikarl 1 april 1806. - silbvermedalj 1 oktober i blått band för räddning av ett drunknande barn i Karlskrona. [9]
- J. E. Schaumckel,(1781-1833), kir.stud., uppbördsläkare vid örlogsflottan; tilldelades 12 oktober 1808 guldmedalj i vitt sidenband (med bestämmelse att befälhavande amiralen i Karlskrona personligen skulle dekorera honom) för Jungfrusund 18 augusti samma år, där han "under fiendens eld, då Hemmema Styrbjörn äntrades, på stället lemnade de sårade alt möjeligt biträde". - kir.mag. 1811; med. dr. Sundhetskollegiets medalj i silver, för befrämjandet av vaccinationer 1815. [9]
- Pehr af Bjerkén, förste fältläkare vid norra finska armén i Österbotten 20 februari 1808; regementsläkare vid Svea livgarde 28 februari samma år. Tilldelad guldmedalj 24 december 1808.[10]
- Dahl- Var 1809 kronobåtsman i Skåne. - Silvermedalj i vitt band 1809 19/1 för räddning av kanonslupbesättning utanför Lomma 1808. [9]
- Lars Carlsson, född 1780, död 18?? (levde 1823). Antogs vid Örlogsflottan 1800, var 1809 högbåtsman, underskeppare 3 februari 1818, Generalmönstring 1823: "svarat ganska väl", 6 goda sjöresor, gott uppförande i land, god hälsa. "Silfver MedailIe för ädla gerningar", dvs. silvermedalj 4 augusti 1809 för att han hoppat i havet från linjeskeppet Fäderneslandet och räddat icke simkunnige båtsmannen vid Östgöta kompani nr 70 Lydig. [9]
- Tillack, född 17??, död 18?? (levde 1812). Var 1812 före detta underskeppare vid Örlogsflottan. Tilldelades silvermedalj av 8:e storleken av Konungen den 12 mars 1812, för det han "utur svår lifsfara räddat tvänne Gardister". [9]
- Carl Fredrik Wahlbom, född 1780, död 22 maj 1824 i Karlskrona 1824. Antogs vid Örlogsflottan 1800, underskeppare 4 april 1811, Generalmönstring 1823: "swarat wäl", 14 goda sjötåg, "mindre god conduite" i land, god hälsa. Hade 1823 "Medaille för Folks bergning", det vill säga han tilldelades 5 mars 1812 silvermedalj av 8:e storleken för det han vid 2 tillfällen räddat drunknande. [9]
- Anders Johansson Blomster,  född 1791, (levde 1818). - Antogs för nr 4 Kristvalla (Ljungby socken) vid Smålands kompani 1809 17/1; avsked eller död 1819. - Tilldelades den mindre silvermedaljen i vitt band den 22 september 1813 för det han "frälst lifwet på en volontaire, som öfwer skeppsbord fallit uti sjön".[9]
- Johan Gabriel Holm, född 1771, död 1836. Antogs vid Örlogsflottan 1791, överskeppare 4 april 1811, flaggskeppare 10 augusti 1814 och fick 1816 examensbetyget: "Swarat wäl med god practisk kännedom; god conduite". Tilldelad silvermedalj av Konungen 12 april 1814 i vitt band. [9]
- Johan Holm, född 1780, död 18?? (levde 1816). Antogs 1800 vid Örlogsflottan, högbåtsman 14 mars 1809, underskeppare 15 december 1818. - Erhöll silvermedalj av Konungen (senast 1815) "för folks bergning under förloringen af Briggen Oeconomien". [9]
- Carl Magnusson Fri, född 1794, (levde ännu 1822). - Antogs för nr 96 Askunga (Fridlevstad socken) vid 1. Blekinge kompani 1811; var 1822 korpral. - Erhöll den mindre silvermedaljen i vitt band 4 september 1822 för livräddning. [9]